# Zseglyane
Zseglyane (macedónul: Жегљане) település Észak-Macedóniában, az Északkeleti körzetben, Sztaro Nagoricsane községben.

## Népesség
| Lakosok száma | 286  | 339  | 328  | 289  | 210  | 128  | 112  | 86   | 48   |
|               | 1948 | 1953 | 1961 | 1971 | 1981 | 1991 | 1994 | 2002 | 2021 |

- 2002-ben 86 lakosa volt, akik mindannyian macedónok.